# Santiago Villalba Mederos
Santiago Villalba Mederos (ur. 5 czerwca 1991 w Tacoma) – były zbieg skazany za zabójstwo dwóch osób, ciężkie ranienie jednej i ucieczkę w celu uniknięcia odpowiedzialności karnej. Członek tacomskiego gangu Eastside Lokotes Sureno, 515. osoba umieszczona na liście 10 Najbardziej Poszukiwanych Zbiegów Federalnego Biura Śledczego.

## Morderstwa w Tacomie
Należał do gangu Eastside Lokotes Sureno, działającego na terenie miasta Tacoma w stanie Waszyngton. W nocy 7 lutego 2010 wraz z innymi członkami miał ukraść van i szukać członków przeciwnego gangu, którzy mogli mieć związek ze strzelaniną dwa dni wcześniej. Charakterystyczny dla ich przeciwników był kolor czerwony, więc gdy członkowie Eastside Lokotes Sureno zobaczyli czerwony samochód, w którym znajdował się mężczyzna w czerwonej kurtce, obrali go na cel. Pojazd miał ostrzelać Mederos. Mężczyzna będący celem został ciężko ranny, ale przeżył. Zginęła jednak jego siostra Camille Love, która również była w samochodzie. FBI ustaliło, że żadna z ofiar nie była związana z żadnym gangiem.
25 marca 2010 grupa, w której miał znajdować się Mederos, splądrowała samochód osobie, która, jak sądzili, była winna gangowi pieniądze. Właściciel pojazdu, 25-letni Saul Lucas-Alfonso, wyszedł naprzeciwko gangsterom i został zastrzelony. Zabójcą miał być Mederos. FBI ustaliło, że ofiara nie była w żaden sposób powiązana z gangiem.
FBI oświadczyło, że Mederos prawdopodobnie po dokonaniu morderstw uciekł do Meksyku, ale mógł też potem wrócić do Stanów Zjednoczonych.

## Postępowanie karne
2 grudnia 2010 sąd najwyższy stanu Waszyngton w hrabstwie Pierce wydał nakaz aresztowania Santiago Villalby Mederosa pod zarzutem morderstwa pierwszego stopnia, próby morderstwa pierwszego stopnia, spiskowania w celu popełnienia morderstwa pierwszego stopnia i nielegalnego posiadanie broni drugiego stopnia. 30 września 2016, po oskarżeniu go o unikanie odpowiedzialności karnej, został wydany federalny nakaz jego aresztowania.
25 września 2017 został 515. osobą umieszczoną na liście 10 Najbardziej Poszukiwanych Zbiegów FBI. Został też oskarżony o dokonanie morderstwa drugiego stopnia.
5 czerwca 2020 Federalne Biuro Śledcze ogłosiło, że został odnaleziony i aresztowany przez lokalną policję w Tenancingo w stanie Meksyk w państwie Meksyk.
Dwóch wspólników Mederosa, którzy również byli zbiegami, zostało schwytanych niedługo po jego aresztowaniu. Zbieg Andres Maurice Mendez został schwytany 3 września 2020 roku. Mendez był poszukiwany w związku z morderstwem Lucasa-Alfonso. Zbieg Richard Charles Sanchez został schwytany 10 lutego 2021 roku. Sanchez był poszukiwany w związku z morderstwami zarówno Camili Love, jak i Lucasa-Alfonso. Obaj podejrzani zostali schwytani w Meksyku.

## Wyrok
1 października 2021 roku Mederos przyznał się do winy za morderstwo pierwszego stopnia Camille Love. W następnym roku został skazany na 30 lat i 1 miesiąc więzienia.